# Okres Wadowice
Okres Wadowice (polsky Powiat wadowicki) je okres v polském Malopolském vojvodství. Rozlohu má 645,88 km² a v roce 2024 zde žilo 157 855 obyvatel. Sídlem správy okresu je město Wadowice.

## Gminy
Městsko-vesnické:
- Andrychów
- Kalwaria Zebrzydowska
- Wadowice

Vesnické:
- Brzeźnica
- Lanckorona
- Mucharz
- Spytkowice
- Stryszów
- Tomice
- Wieprz

## Města
- Andrychów
- Kalwaria Zebrzydowska
- Wadowice

## Sousední okresy
| Růžice kompasu |         | Chrzanów       | Krakov    | Růžice kompasu |
| Růžice kompasu | Osvětim | Sever          | Myślenice | Růžice kompasu |
| Růžice kompasu | Osvětim | Okres Wadowice | Myślenice | Růžice kompasu |
| Růžice kompasu | Osvětim | Jih            | Myślenice | Růžice kompasu |
| Růžice kompasu | Bielsko | Żywiec         | Sucha     | Růžice kompasu |